# Pentaphragma prostratum
Pentaphragma prostratum är en tvåhjärtbladig växtart som beskrevs av R. Kiew. Pentaphragma prostratum ingår i släktet Pentaphragma och familjen Pentaphragmataceae. Inga underarter finns listade i Catalogue of Life.